# Quand on se promène au bord de l'eau
Quand on se promène au bord de l'eau, titre souvent noté Quand on s'promène au bord de l'eau, est une chanson créée en 1936 pour le film La Belle Équipe, réalisé par Julien Duvivier.
Dans le film elle est chantée par Jean Gabin. Les paroles furent écrites par Julien Duvivier et la musique par Maurice Yvain.

## Reprises
Patrick Bruel dans l'album Entre deux en 2002.
Jean-Jacques Debout dans l'album Jean-Jacques Debout chante Jean Gabin en 2017.